# Bronisława Morawiecka
Bronisława Morawiecka (ur. 1 września 1926 w Brześciu, zm. 11 lutego 2016 we Wrocławiu) – polska profesor nauk przyrodniczych, biochemik, enzymolog, nauczyciel akademicki i prorektor Uniwersytetu Wrocławskiego w latach 1987–1990.

## Życiorys
Urodziła się 1 września 1926 r. w Brześciu i tam ukończyła szkołę podstawową. Naukę w szkole średniej zmuszona była przerwać z powodu okupacji niemieckiej, maturę zdała w 1947 r. we Wrocławiu. Studiowała biologię na Wydziale Nauk Przyrodniczych Uniwersytetu Wrocławskiego, studia ukończyła w 1952 roku. Była uczennicą profesorów Tadeusza Baranowskiego i Heleny Krzemieniewskiej. Na czwartym roku studiów rozpoczęła pracę w Zakładzie Fizjologii Roślin, po czym przeniosła się do Katedry Chemii Fizjologicznej Akademii Medycznej we Wrocławiu i po studiach aspiranckich objęła posadę adiunkta. W 1959 roku wróciła na Uniwersytet Wrocławski, do nowoorganizowanego Zakładu Biochemii. W latach 1969–1996 kierowniczka Zakładu Biochemii Porównawczej Uniwersytetu, w latach 1970–1971 zastępca dyrektora Instytutu Botaniki i Biochemii, a w latach 1973–1987 oraz 1991–1996 dyrektorka Instytutu Biochemii. W latach 1972–1973 była prodziekanem ówczesnego Wydziału Nauk Przyrodniczych Uniwersytetu Wrocławskiego, a w latach 1987–1990 pełniła funkcję prorektora uniwersytetu. Tytuł naukowy profesora otrzymała w roku 1976. W swojej pracy naukowej zajmowała się ewolucją systemów regulatorowych, a także strukturą i funkcją lektyn oraz kwaśnych fosfataz.
Była członkiem Komitetu Badań Naukowych oraz redaktorem Acta Societatis Botanicorum Poloniae. Polskie Towarzystwo Biochemiczne w uznaniu jej zasług nadało jej w 1998 roku godność Członka Honorowego.
Bronisława Morawiecka została pochowana 19 lutego 2016 na wrocławskim cmentarzu przy ul. Smętnej na Sępolnie.